# Aichi D3A
ЛБ-99 (Аити D3A)  ( (яп.  Кайгун кюкюсики кандзё бакугэкики/Аити Дисанэй) — двухместный цельнометаллический пикирующий бомбардировщик корабельного базирования ВМС Императорской Японии Второй мировой войны. Разработан в авиационном КБ завода Аити. Условное обозначение ВВС союзников — Вэл (Val). Серийно производился в 1940-45 гг. как основной пикировщик корабельного базирования ВМС Императорской Японии во Второй мировой войне.

## Разработка

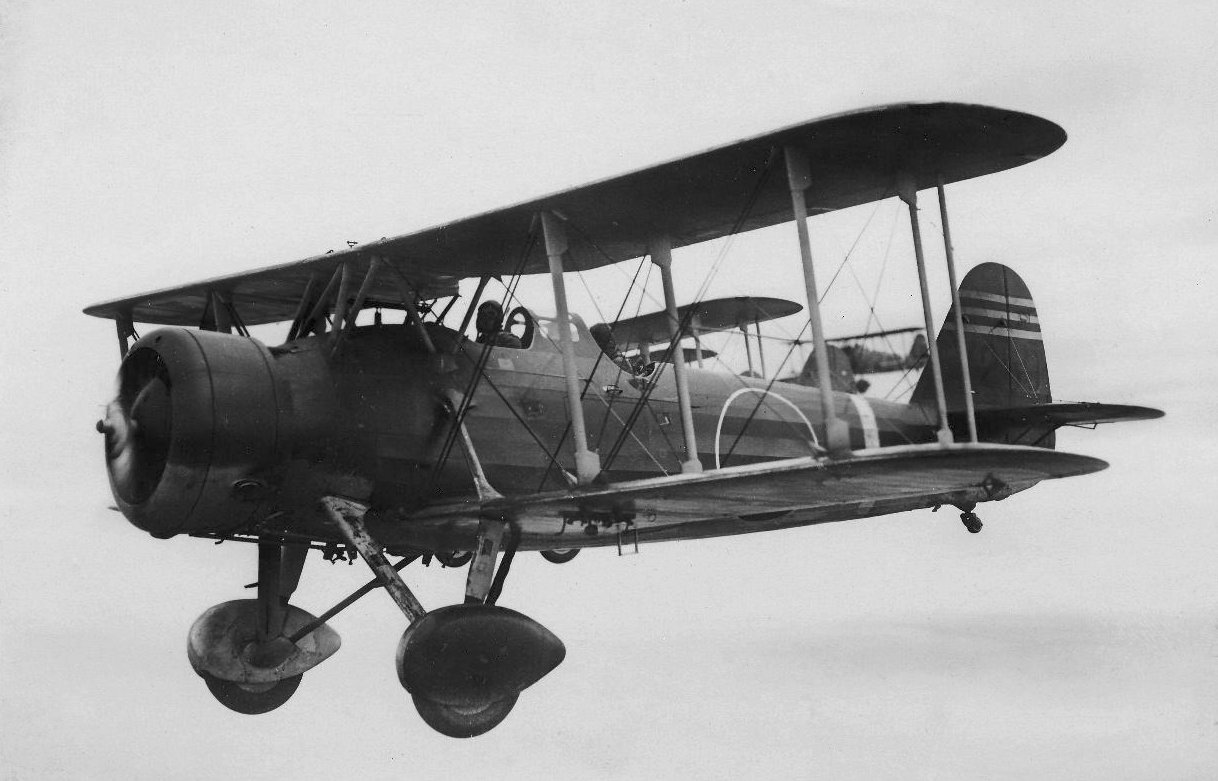
ЛБ-94 разработки КБ Хейнкель
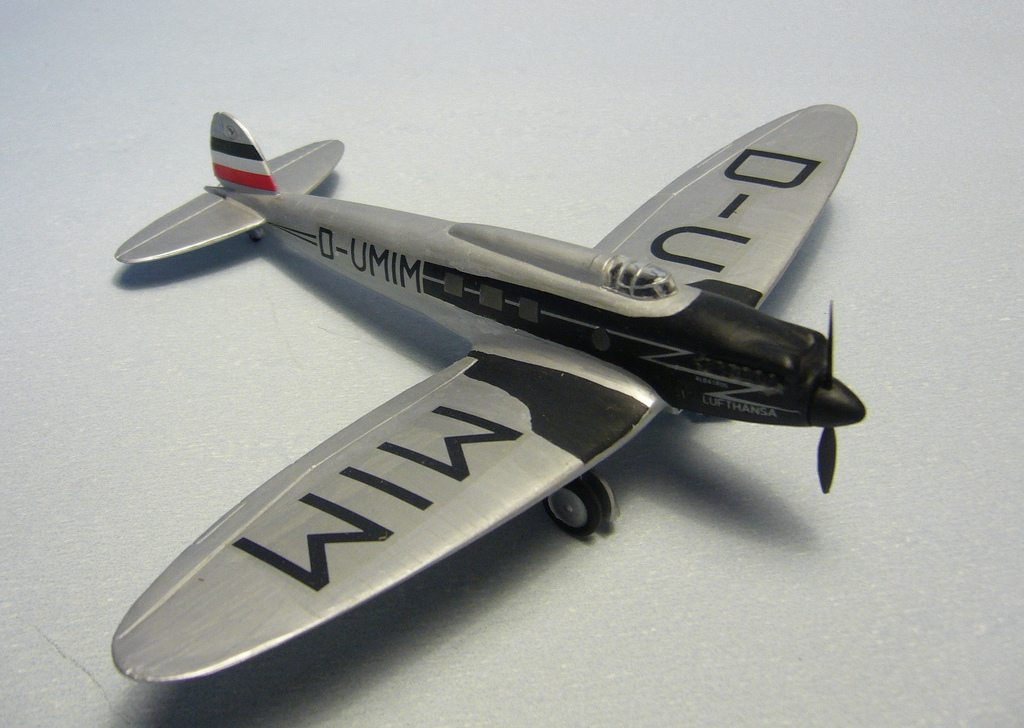
Хе-70 разработки КБ Хейнкель
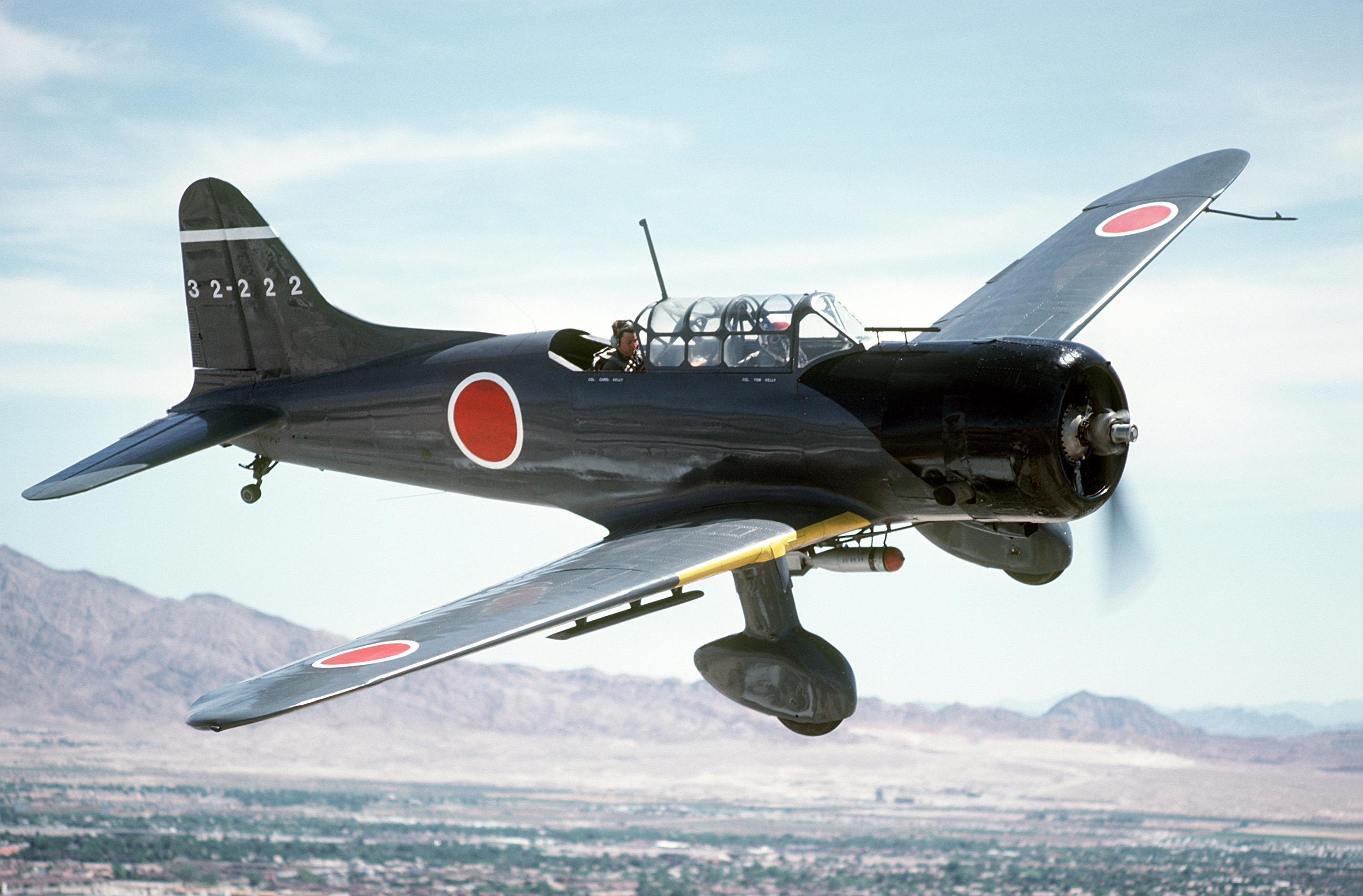
Современная копия ЛБ-99  в воздухе

В 1936 году, когда ГУ авиации ВМС Императорской Японии выдало тактико-техническое задание (ТТЗ) № 11 на цельнометаллический пикировщик-моноплан, призванный заменить устаревший биплан ЛБ-94. В конкурсе приняли участие авиационные КБ заводов Аити, Накадзима и Мицубиси. К весне 1937 года КБ Аити и Накадзима представили готовые аванпроекты и приступили к постройке опытных машин, в то время как КБ Мицубиси в силу загруженности работой над И-0 сняло свой проект с конкурса. В КБ Аити пикировщик ТТЗ №11 разрабатывался под заводским шифром AM-17. По предложенной аэродинамической схеме пикировщика Хе-70 Блиц и на основе опыта доводки и лицензионного производства ЛБ-94, также разработки Хейнкель, в КБ Аити был спроектирован цельнометаллический моноплан с характерным для немецкой конструкции широким эллиптическим крылом. С целью снижения массы и обеспечения палубного разбега коллектив конструкторов принял решение отказаться от складной конструкции крыла и шасси. Первая опытная машина была завершена постройкой в конце 1937 г.. Летные испытания выявили малую тяговооружённость использовавшегося двухрядного радиального двигателя КБ Накадзима-Долголетие  (яп.  Котобуки) (14-цил., 730 л. с.), курсовое рысканье и тряску при выпуске аэродинамических тормозов. Доработанный вариант был оснащен Венера-3 КБ Мицубиси  (яп.  Кинсэй) (14-цил., 840 л. с.), модернизированными щитками, форкилем и удлиненным фонарём. Весной 1939 г. доведенные машины КБ Аити и КБ Накадзима прошли войсковые испытания, и по их результатам на вооружение под строевым шифром ЛБ-99 была принята машина КБ Аити.

## Конструкция
Двухместный одномоторный цельнометаллический низкоплан с фюзеляжем-полумонокок овального сечения. Двухлонжеронное крыло включает центроплан с эллиптическими законцовками и оперением классической схемы с матерчатой обшивкой. Для облегчения корабельного базирования крыло имеет складывающие вручную законцовки, устойчивость пикирования обеспечивается выпуском аэродинамического тормоза в районе переднего лонжерона. Шасси жесткое трёхстоечное с хвостовым колесом, стойки с аэродинамическими обтекателями. Экипаж — 2 чел.: летчик-оператор и стрелок-радист, размещенные в кабине продольно под единым фонарём. Серийные машины комплектовались различными модификациями 14-цилиндрового двухрядного радиального двигателя Венера (воздушного охлаждения, 1-1,3 тыс. л. с. с трёхлопастным ВИШ-автоматом). Бомбовая нагрузка - ОФАБ-250 на подфюзеляжном и пара ОФАБ-60 на подкрыльевых пилонах. Сброс бомбового вооружения производился с прицельного крутого пикирования. Стрелковое вооружение составлялет синхронизированная пара АП-97 (7,7 мм) под капотом и турельный АП-92 (7,7-мм) у стрелка-радиста.

## Производство
Производство первой модификации развернуто с 1940 г. на авиазаводе Аити. Серийные машины комплектовались более мощной Венерой-4 (двухрядный радиальный, 1 тыс. л. с.). Для курсовой устойчивости при пикировании на серийных машинах была увеличена площадь оперения путём установки форкиля и произведён ряд доработок. Выпуск продолжался до лета 1942 г. (470 ед.). К лету 1940 г. была готова машина модификации с Венерой-5 (1,3 тыс. л.с.), но однако заказчика не устраивали предлагаемые тяговооруженность и скорость. Была разработана вторая одмификация с увеличенным запасом топлива, без бронеплит и протектированных баков, что позволило поднять максимальную скорость при некотором ухудшении дальности. Облегченный вариант производился совместно авиазаводами Аити и Сёва с лета 1940 г.  (815 ед. Аити, 215 ед. завода Сёва).

## Модификации
- Первая с Венерой-4 (1 тыс. л. с.), позже с Венерой-5 (1,3 тыс. л. с.)
  - Спарка с дублированным управлением
- Вторая с увеличенным запасом топлива

## Технические характеристики

Общий вид первой модификации

| Модификации               | Модификации                             | Модификации                             | Модификации                             | Модификации | Модификации | Модификации | Модификации | Модификации |
| Шифр ВМС (заводской)      | ТТЗ № 11 (AM-17)                        | Первая (D3A1)                           | Вторая (D3A2)                           |             |             |             |             |             |
| Технические               | Технические                             | Технические                             | Технические                             | Технические | Технические | Технические | Технические | Технические |
| ------------------------- | --------------------------------------- | --------------------------------------- | --------------------------------------- | ----------- | ----------- | ----------- | ----------- | ----------- |
| Длина                     | 9,9 м                                   | 10,12 м                                 | 10,2 м                                  |             |             |             |             |             |
| Высота                    | 3,3 м                                   | 3,3 м                                   | 3,3 м                                   |             |             |             |             |             |
| Размах (площадь) крыла    | 14,5 м (33 м²)                          | 14,4 м (35 м²)                          | 14,4 м (35 м²)                          |             |             |             |             |             |
| Снаряжённая (сухая) масса | 3,4 т (2 т)                             | 3,7 т (2,4 т)                           | 3,8 т (2,6 т)                           |             |             |             |             |             |
| Силовая установка         |                                         |                                         |                                         |             |             |             |             |             |
| Двигатель                 | Венера-3                                | Венера-4                                | Венера-5                                |             |             |             |             |             |
| Объём                     | 32 л                                    | 32 л                                    | 32 л                                    |             |             |             |             |             |
| Двигатель                 | 840 л. с.                               | 1000 л. с                               | 1300 л. с.                              |             |             |             |             |             |
| Летные                    |                                         |                                         |                                         |             |             |             |             |             |
| Максимальная скорость     | 390 км/ч                                | 390 км/ч                                | 425 км/ч                                |             |             |             |             |             |
| Нагрузка на крыло         | 102 кг/м²                               | 102 кг/м²                               | 109 кг/м²                               |             |             |             |             |             |
| Дальность (с ПТБ)         | -                                       | 1,6 тыс. км (1,8 тыс. км)               | 1,5 тыс. (2,4 тыс. км)                  |             |             |             |             |             |
| Потолок                   | 6 км                                    | 8 км                                    | 11 км                                   |             |             |             |             |             |
| Посадочная скорость       | 110 км/ч                                | 120 км/ч                                | 130 км/ч                                |             |             |             |             |             |
| Вооружение                |                                         |                                         |                                         |             |             |             |             |             |
| Стрелковое                | синхр. 2 ед.АП-97 на турели 1 ед. АП-92 | синхр. 2 ед.АП-97 на турели 1 ед. АП-92 | синхр. 2 ед.АП-97 на турели 1 ед. АП-92 |             |             |             |             |             |
| Подвесное                 | ОФАБ-250 пара ОФАБ-60                   | ОФАБ-250 пара ОФАБ-60                   | ОФАБ-250 пара ОФАБ-60                   |             |             |             |             |             |

## Боевое применение

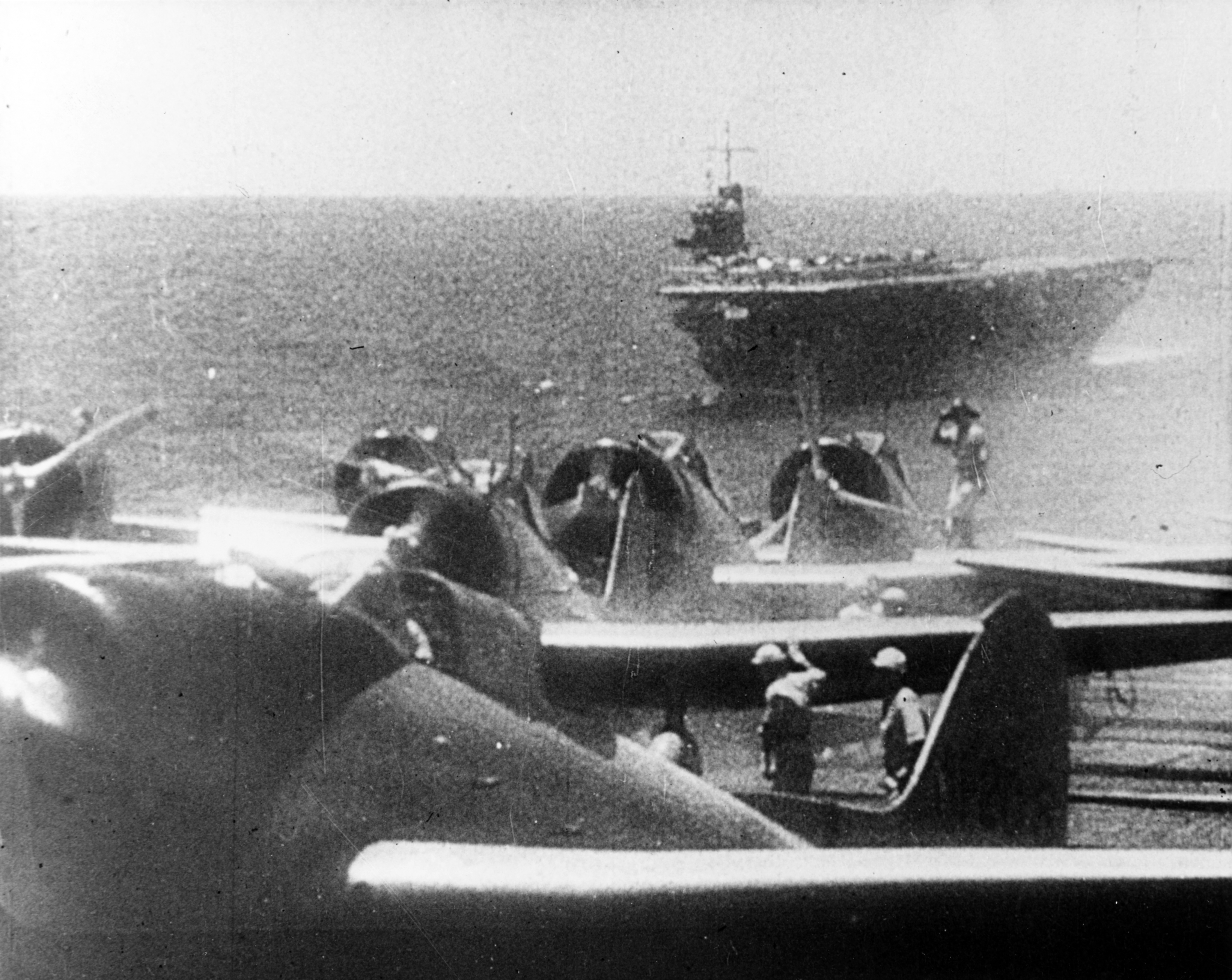
ЛБ-99 перед ударом по ТОФ США (конец 1941 г.)
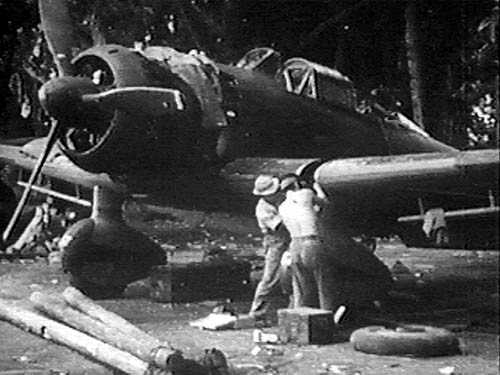
Техобслуживание ЛБ-99 на полевом аэродроме ВМС
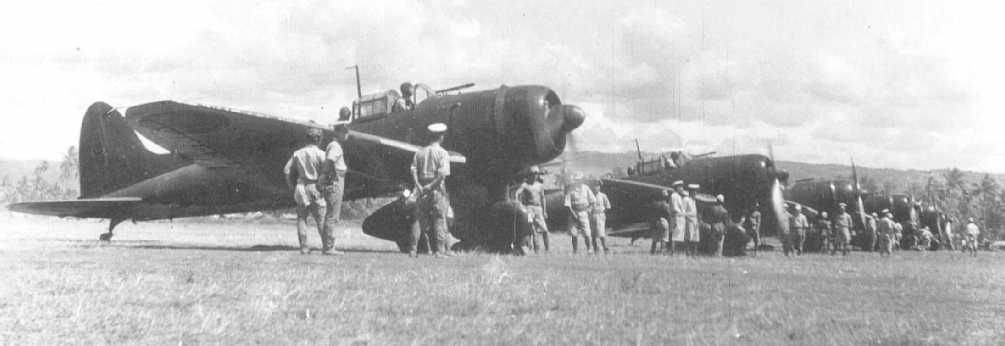
Подготовка ЛБ- 99 к вылету с полевого аэродрома

## Начальная фазавойны

### Боевое применение вКитае
Летом 1940 г. предсерийные ЛБ-99 были переданы авиаБЧ Кага и Акаги, а также береговой авиабригады №2 ВМС в Китае. Высокие для конца 1930-х гг. маневренность и скорость позволяли при необходимости вести воздушный бой с истребительной авиацией ВВС Гоминьдана, в связи с чем машина получила высокую оценку военлетов ВМС.

### УдарпоТОФВМС США
К осени 1941 г. береговые авиаполки и корабельные авиаБЧ передислоцировались в метрополию, где проводилось сосредоточение авиации ВМС в преддверии грядущей войны. На конец 1941 г. на вооружении авиаполков и корабельных дивизий ВМС насчитывалось 15 пикировочных рот (141 машина), большая часть — в составе Флота № 1 авиации (АФл) (5 рот ЛБАЭ Акаги, 4 роты ЛБАЭ Сорю и 6 рот ЛБАЭ Сёкаку). ЛБ-99 и Т-97 составили костяк корабельной ударной авиации АФл № 1 ВМС при ударе по ТОФ США, где были потеряны более двадцати машин. В первом вылете до 6 пикировочных рот (51 машина) ДАВ №2 (АВ Сёкаку-Дзуйкаку) нанесли БШУ по аэродромам и корабельному составу ДЛК №№1-2 ТОФ ВМС США (линкоры № 36 Невада-№37 Оклахома-№43 Теннесси-№46 Мэрилэнд-№48 З. Вирджиния) на стоянках, при потере одного пикировщика. Во втором вылете находилось до 9 рот пикировщиков,, но результативность второй штурмовки оказалась ниже со значительно более высокими потерями (около двадцати машин).

### Боевые действия в Юго-Восточной Азии и наступление на Австралию
Второй операцией стратегического значения для корабельной ударной авиации Афл № 1 ВМС стал налёт на п. Дарвин (Австралия) в начале 1942 г.. В налёте принимало участие до 9 рот (81 машина) ДАВ №№1-2, которые смогли выполнить задачу благодаря господству в воздухе корабельной истребительной авиации. Налёт на несколько месяцев вывел из строя инфраструктуру порта и уничтожил часть стоявших на рейде кораблей ВМС США.

### УдарпоДальневосточному флотуВМСВеликобритании
С весны 1942 г. в ходе общего наступления на о. Цейлон ударная авиация ДАВ №№1-2 и №5 наносила БШУ по островным базам и стоянкам Дальневосточного флота ВМС Великобритании. Налёт до 4 рот ЛБАЭ ДАВ №1 на центральный п. Коломбо прошли успешно, но основные силы ВМС Великобритании успели выйти в море. Корабельный резерв ударных групп приступил к поиску основных сил противника. Ведшим поиск в открытом море 5 пикировочныс ротам (51 машина) удалось обнаружить и уничтожить крейсера Корнуолл и Дорсетшир ВМС Великобритании, затонувшие после попаданий ОФАБ-250. ЛБАЭ Афл № 1 также удалось обнаружить и уничтожить в открытом море у о. Цейлон АВ Гермес ВМС Великобритании и несколько военных судов. Несмотря на потери в людях и технике, весной 1942 г. в Коралловом море ударные группы ДАВ №5 смогли уничтожить в море АВ № 2 Лексингтон и повредить АВ № 5 Йорктаун ВМС США.

### Уничтожение1-го АФлВМСу атолла Мидуэй
Переломным моментом боевых действий стало лето 1942 г., где в боевых действиях у западной оконечности Гавайского архипелага (ат. Мидуэй) налётом палубной авиации ВМС США в море был уничтожен ДАВ №№1-2 Афл № 1 Императорской Японии. Две роты (18 машин) ЛБАЭ Хирю добившись трёх попаданий ОФАБ-250 по № 5 Йорктаун, потеряв 14 машин (из них 3 от ПВО авианосца). Поврежденный корабль был уничтожен дальнейшей атакой ТАЭ Хирю.

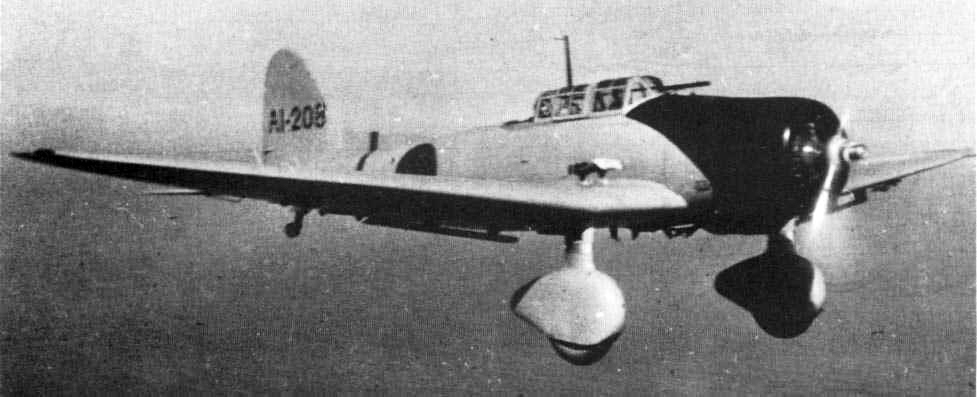
Машины ЛБАЭ Акаги (лето 1942 г.)
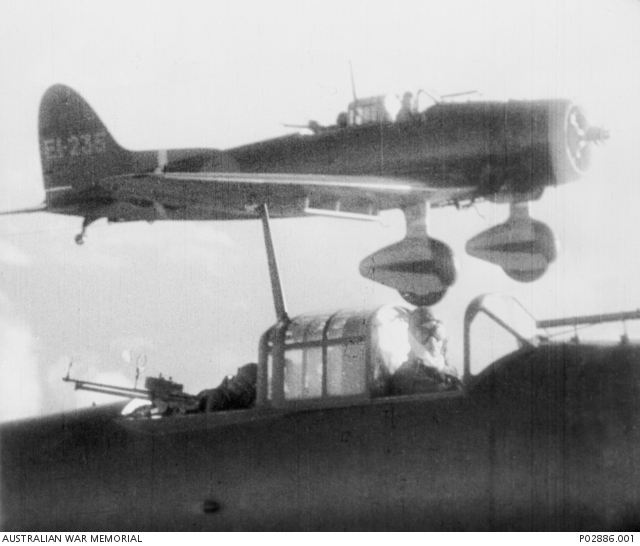
Машины ЛБАЭ АВ Сёкаку после налёта на АВ № 6 Энтерпрайз (лето 1942 г.)

Для обороны внешнего рубежа на направлении арх. Н. Гвинеи осенью 1942 г. Ставка Императорской Японии навязала противнику встречное сражение у арх. Соломоновых о-вов. ДАВ №5 (АВ Сёкаку-Дзуйкаку) ВМС встретилась с 16-й (Энтерпрайз) и 17-й (Хорнет) авианосными дивизиями ВМС США. ЛБАЭ ДАВ №5 имели на вооружении 6 рот (54 машины) ЛБ-99, которым за два месяца боев удалось дважды тяжело повредить АВ № 6 Энтерпрайз и уничтожить АВ № 8 Хорнет. В 1942 г. на вооружение корабельной авиации ВМС стали поступать ЛБ-99 второй модификации. В связи с наличием в КБ Аити в разработке пикировщика Комета, ЛБ-99 постепенно выводились в УБАП ВМС. В связи с утратой корабельной ИА преимущества в воздухе, машины 1930-х гг. с малой тяговооруженностью и отсутствием бронирования несли тяжелые потери. Сдерживая продвижение дивизий ВМС и КМП США у арх. Соломоновых о-вов в 1943 г. береговые ЛБАП ВМС понесли тяжелые потери от наступающих корабельных группировок. В 1944 г. ЛБ-99 оставались на вооружении сформированной в 1942 г. ДАВ №2 (АВ Дзюнъё-Хиё) Мобильного Флота №1 ВМС. ЛБАЭ ДАВ №2 имели на вооружении до 3 пикировочных рот (36 машин). В ходе Филиппинской оборонительной операции ЛБАЭ ДАВ №2 были в основном уничтожены палубной авиацией и корабельным ПВО наступающих корабельных группировок. В ходе боев за Окинаву и операции Кикусуй весной 1945 г небольшое число ЛБ-99 применялись для таранных ударов камикадзэ.